# 히메카와역 (홋카이도)
히메카와역(일본어: 姫川駅 히메카와에키[*])은 일본 홋카이도 가야베 군 모리정에 있는 홋카이도 여객철도 하코다테 본선의 철도역이다.

## 역 구조
2면 2선의 상대식 승강장이 있는 지상역으로, 모리역에서 관리하는 무인역이다. 양 승강장은 구내 건널목으로 연결되어 있다. 역사는 승강장보다 고지대에 위치하고 있으며, 계단으로 연결되어있다.

### 승강장
| 상행 | ■ 하코다테 본선 | 오누마 · 고료카쿠 · 하코다테 방면 |
| 하행 | ■ 하코다테 본선 | 모리 · 야쿠모 · 오샤만베 방면     |

## 역 주변
주변은 과소지로 시설은 거의 없으며, 민가도 많지 않다.
- 국도 제5호선

## 역사
- 1913년 8월 1일 - 일본국유철도의 히메카와 신호소로 개설됨.
- 1922년 4월 1일 - 히메카와 신호장으로 승격.
- 1951년 5월 19일? - 임시 승강장화되며 여객 취급 개시.
- 1987년 4월 1일 - 일본국유철도 분할 민영화로 홋카이도 여객철도가 계승. 동시에 역으로 승격.
- 1990년 3월 10일 - 영업 거리 설정.
- 2007년 10월 - 역 번호 부여. H63.
- 2017년 3월 4일: 역 업무를 폐지.

## 인접한 역
| 홋카이도 여객철도 하코다테 본선 | 홋카이도 여객철도 하코다테 본선 | 홋카이도 여객철도 하코다테 본선 |
| ------------------------------- | ------------------------------- | ------------------------------- |
| H64 히가시야마 하코다테 방면    | ■ 하코다테 본선                 | H62 모리 오샤만베 방면          |